# 易北河畔申豪森
易北河畔申豪森（德語：Schönhausen (Elbe)，德語發音：[ˌʃøːnˈhaʊ̯zn̩]）是德国萨克森-安哈尔特州的市镇，隶属于施滕达尔县。总面积为74平方千米，截至2023年12月31日总人口为2,079人。自2010年1月1日起，原霍恩格伦市镇併入申豪森。